# Струкевич Олексій Карпович
Струкевич Олексій Карпович (30.04.1962, с. Пултівці Жмеринського району Вінницької області)— дослідник проблем політичної свідомості, культури та історії України XVII—XVIII ст., з 2002р. - доцент, з 2005р.— доктор історичних наук, професор.

## Біографія

### Навчання
У 1981—1985рр.— навчався у Вінницькому державному педагогічному інституті імені М. Островського (нині Вінницький державний педагогічний університет імені Михайла Коцюбинськогоhttp://vspu.edu.ua/ [Архівовано 20 жовтня 2021 у Wayback Machine.]).
1991—1994рр.— аспірант Інституту історії України НАН України (науковий керівник — доктор історичних наук, академік Валерій Андрійович Смолій).
1999—2002рр.— докторант Інституту історії України НАН України (науковий консультант — доктор історичних наук, академік Валерій Андрійович Смолій).

## Професійна та наукова діяльність
У 1985—1989рр.— працював учителем історії середньої школи.
В 1989—1991рр.— асистент, старший викладач (1995—1999рр.), з 2002р.— доцент, 2003р.— завідувач кафедри політології ВДПУ.
1994р. в Інституті історії України НАН України захистив кандидатську дисертацію «Друга малоросійська колегія: політико-адміністративний аспект діяльності».
2005р. в Київському національному університеті імені Тараса Шевченка захистив докторську дисертацію «Політична культура старшини Української козацької держави: провідні інтегральні орієнтації».
Працює у КЗВО Вінницька академія безперервної освіти, на кафедрі філології та гуманітарних наук.

## Коло наукових інтересів
Досліджує соціально-економічне та політичне становище на Поділлі наприкінці XVII- початку XVIII ст., політичну культуру старшинської верстви Української козацької держави цього періоду, застосування академічних напрацювань з історії України у шкільній педагогічній практиці.
Учасник регіональних та всеукраїнських краєзнавчих конференцій. Автор понад 200 наукових та науково-методичних публікацій. Лауреат премії Історичного товариства імені Нестора-Літописця за кращу публікацію 1997 року. Є автором підручників з історії України для 8-10 класів та співавтором підручника для 11 класу середньої школи, рекомендованих МОН України.

## Праці
1. Україна—Гетьманщина та Російська імперія протягом 50-80-хрр. XVIII століття (політико-адміністративний аспект проблеми). − К., 1996;
2. Політико-культурні орієнтації еліти України-Гетьманщини (інтегральний погляд на питання).— К., 2002.
3. Не зброєю єдиною // Пам'ять століть. — 1997.− № 4.
4.Генеральний підскарбій Яків Маркович // Український історичний журнал.-1997.− № 5;
5.Українська «нація до націоналізму»: пошуки критеріїв ідентичності в Україні-Гетьманщині XVIII ст. // Там само.−1999.−№ 6;
6.Прийняття політичних рішень у Гетьманщині // Краєзнавство.−2000. − №1-2;
7.Українська домодерна нація: історико-націологічний аспект дослідження // Український історичний журнал.− 2001.− № 5;
8.Провідні політико-культурні орієнтації еліти // Українське суспільство на зламі середньовіччя і нового часу: нариси з історії ментальності та національної свідомості: зб. наук. ст.−К., 2001;
9.Інституція гетьманства у політико-культурному сприйнятті старшинської еліти України- Гетьманщини // Український історичний журнал.− 2002.− №4;
10.Конституціоналізм як вияв потреби звільнити політичне життя Гетьманщини від свавілля // Український історичний збірник.− Вип. 2.− К., 2002;
11.Проблема старшинської еліти та її політичної культури в українській історіографії // Історіографічні дослідження в Україні.− Вип. 11.− К., 2002;
12.Політико-культурні орієнтації еліти України –Гетьманщини(інтегральний погляд на питання).— К., 2002;
13.Політична еліта // Історія української культури.- Т.3.- К., 2003 (у співавторстві)
14.Джерела легітимності влади гетьмана у сприйнятті політичної еліти України – Гетьманщини // Наукові записки. Історія / ВДПУ ім. М.Коцюбинського.- Випуск 6.-Вінниця, 2003. –С.7-12.
- Струкевич О. К. Історія України [Текст] : підруч. для 8 кл. загальноосвіт. навч. закл. / О. К. Струкевич, І. М. Романюк [и др.]. — К. : Грамота, 2008. — 272 с.: іл. — ISBN 978-966-349-136-3
- Струкевич О. К. Історія України [Текст] : підруч. для 11 кл. загальноосвіт. навч. закл. (рівень стандарту, акад. рівень) / О. К. Струкевич, І. М. Романюк, С. І. Дровозюк. — К. : Грамота, 2011. — 319 с. : іл. — 125 265 прим. — ISBN 978-966-349-310-7
- Струкевич О. К. Історія України [Текст] : підруч. для 9 кл. загальноосвіт. навч. закл. / О. К. Струкевич. — К. : Грамота, 2017. — 240 с. : іл.- ISBN 978-966-349-624-5
- Струкевич О. К. Історія України (рівень стандарту) : підруч. для 10 кл. закл. загальн. середн. освіти / О. К. Струкевич. — К. : Грамота, 2018. — 240 с. :  іл. - ISBN 978-966-349-682-5